# Val des Seigneurs

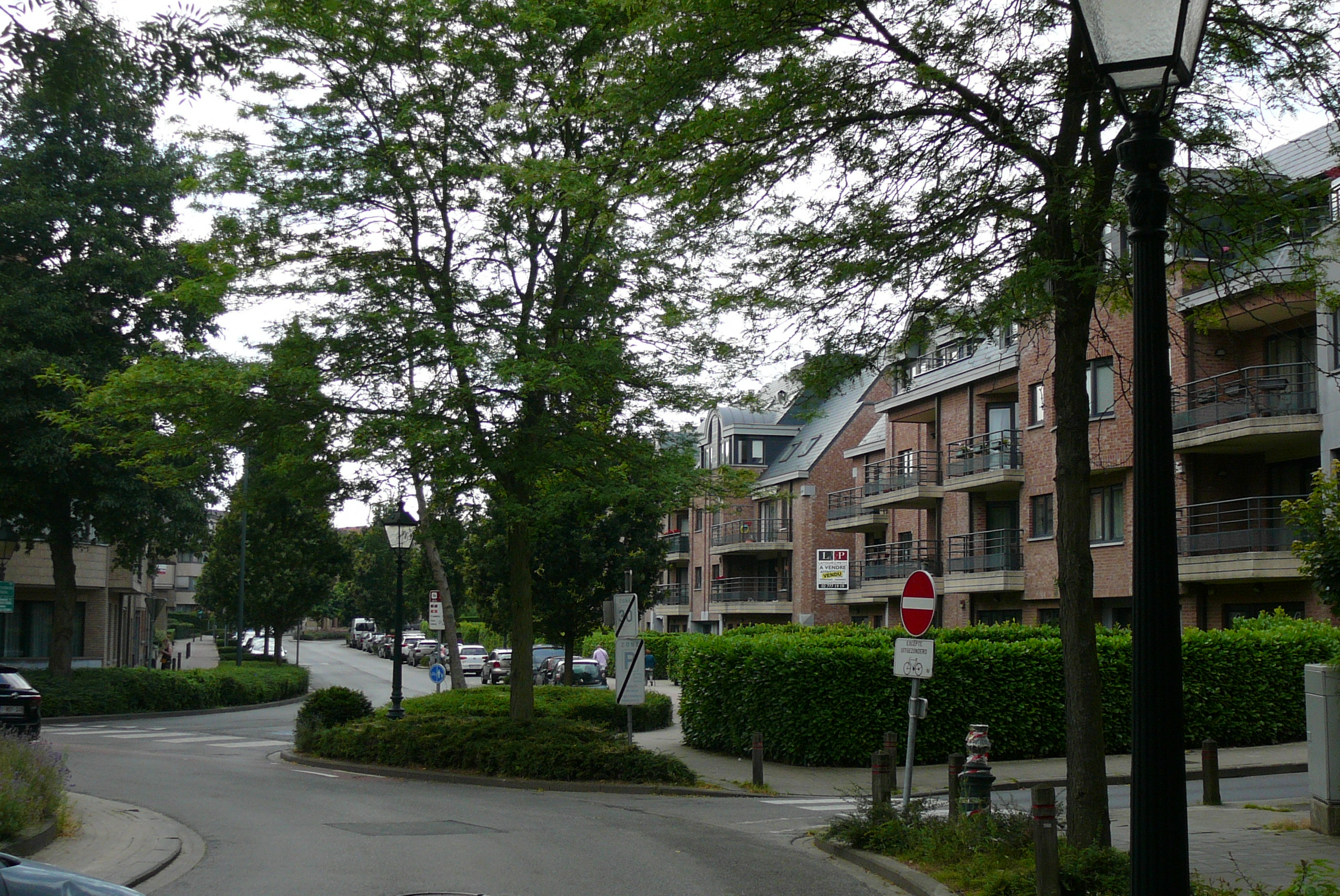
Tronçon entre le square Roi Baudouin et la chaussée de Stockel.

Le val des Seigneurs (en néerlandais : Herendal) est une voie de communication bruxelloise de la commune de Woluwe-Saint-Pierre qui va de la place Dumon à l'avenue Albert Dumont, sur le territoire de Woluwe-Saint-Lambert croisant la rue Blockmans, la rue Henrotte, la rue de l'Église, la rue Édouard Gersis, le square du Roi Baudouin et la chaussée de Stockel.

## Historique et description
Son nom vient de l'appellation du lieu en néerlandais : Herendal.

## Inventaire régional des biens remarquables
L'artère peut être divisé en plusieurs tronçons :
- Les constructions entre la place Dumon et la rue Édouard Gersis datent des années 1960 ou 1980.
- Le tronçon entre la rue Édouard Gersis et le square Roi Baudouin a fait partie autrefois de la rue de l'Église.
- Les maisons mitoyennes construites dans les années 1900 dans le tronçon entre le square Roi Baudouin et la chaussée de Stockel ont disparu pour des immeubles dont les premières constructions datent des années 1990. Ce tronçon faisait autrefois partie de la chaussée de Stockel
- Le tronçon entre la chaussée de Stockel et l'avenue Albert Dumont comprend de grands immeubles à appartements des années 1960-1970.